# Charles Tombeur
Charles Tombeur, baron van Tabora (Luik, 4 mei 1867 – Brussel, 2 december 1947), was een Belgisch koloniaal officier die het bevel voerde over de Force Publique in Belgisch Congo tijdens de Eerste Wereldoorlog. Hij nam Tabora in na hevige gevechten op 19 september 1916. Later werd hij administrateur-generaal van Katanga in Belgisch Congo.

## Levensloop
Op 16-jarige leeftijd sloot zich aan bij het 9e Linieregiment, waar ze hem snel opmerkten. Op 20-jarige leeftijd was hij afgestudeerd aan de Militaire School in Brussel. In 1902 vertrok hij naar Kongo-Vrijstaat en bereikte hij de graad van kapitein-commandant. Hij bleef er tot de overdracht aan België in 1908. In mei 1912 keerde hij terug naar Congo als inspecteur-generaal en bestuurder van de Katangaprovincie (tot 1914).

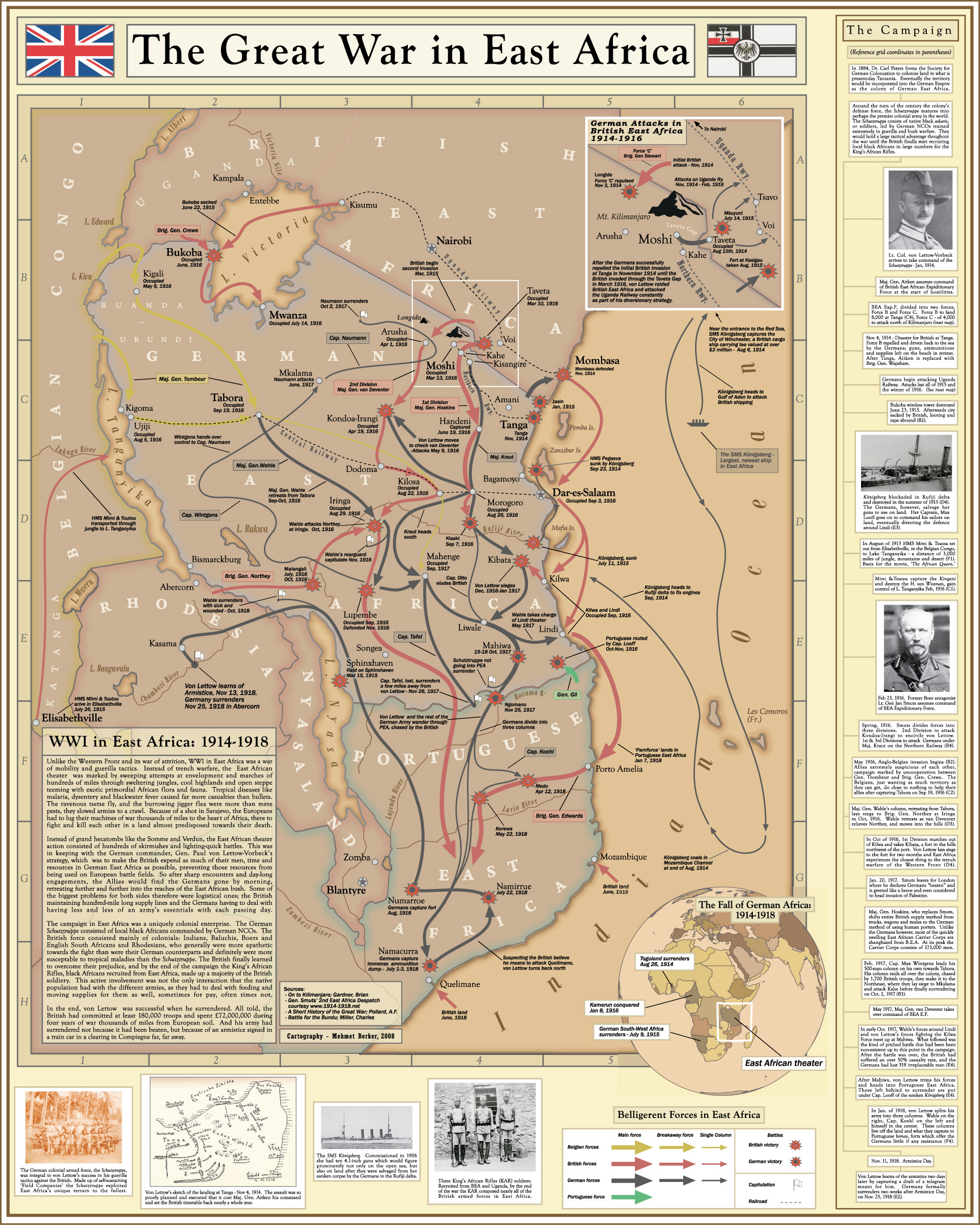
Kaart van militaire campagne in Oost Afrika

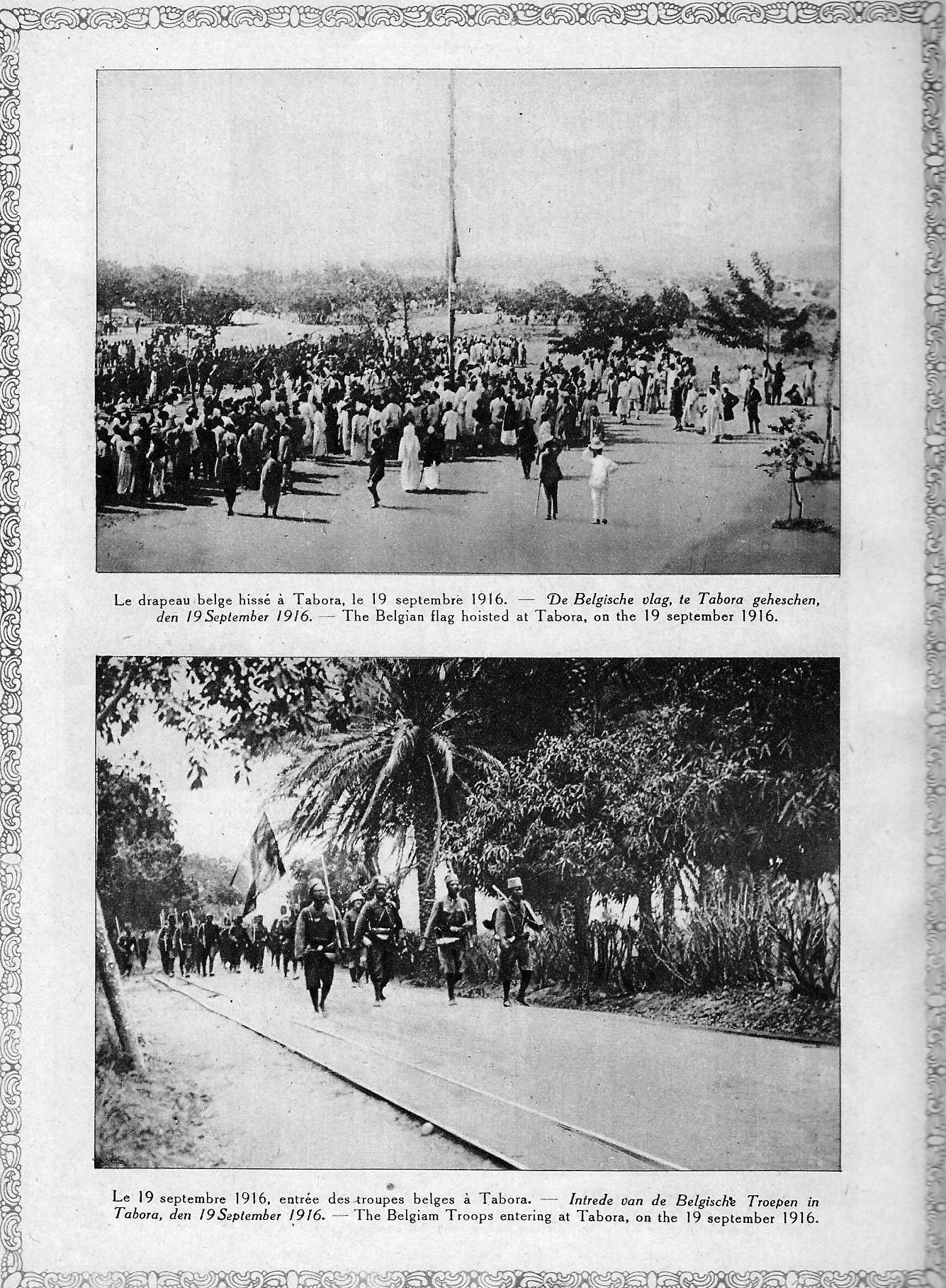
Belgische vlag in Tabora en intrede van troepen (1919)

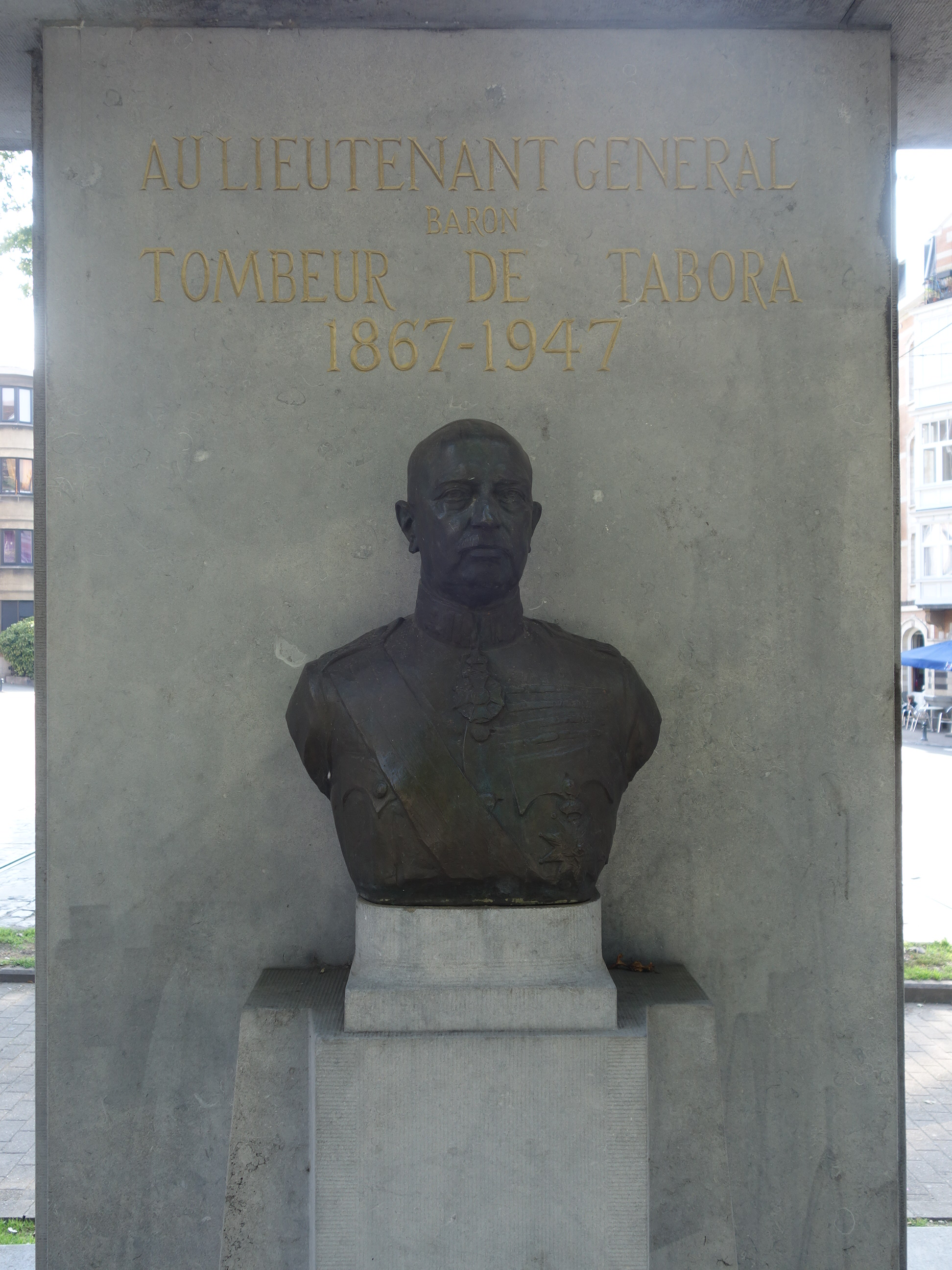
Monument in Sint-Gillis

## Eerste Wereldoorlog
In april 1916, tijdens de Eerste Wereldoorlog, waren er drie brigades van de Force Publique van Belgisch-Congo onder leiding van generaal Charles Tombeur die Duits-Oost-Afrika binnengedrongen.
De noordelijke brigade onder leiding van kolonel Philippe Molitor vertrok vanuit het noorden van het Kivumeer en veroverde Ruanda. Op 9 mei veroveren ze Kigali en na een lange, moeilijke tocht en zware gevechten in de buurt van de toenmalige hoofdstad Nyanza, ten zuiden van Kigali, geeft koning Musinga van Rwanda zich over aan kolonel Molitor.
De zuidelijke brigade onder leiding van luitenant-kolonel Frederik Valdemar Olsen vertrok tussen het Kivumeer en het Tanganyikameer en veroverde Urundi. De troepen van Olsen rukken op naar Usumbura (ex-Bujumbura) en veroveren de stad op 6 juni 1916.
De derde brigade onder leiding van luitenant-kolonel Moulaert was actief op het Tanganyika-front (nu Tanzania) waar het moest vechten tegen de troepen van generaal Paul von Lettow-Vorbeck. Op 28 juli valt Kigoma, de grootste Duitse basis aan het Tanganyikameer en het eindstation van de spoorlijn die via Tabora naar Dar es Salaam loopt.
Daarna volgt de Slag bij Tabora. De strijd wordt beslist op 19 september. Kapitein Pieren leidt de spits van de gevechtscolonne en bereikt als eerste Tabora. Hij ontdekt er 129 gevangen FP-soldaten. Onder hen twee blanken. Een van hen is erin geslaagd een Belgische vlag verborgen te houden. Die wordt gehesen in plaats van de witte vlag die de Duitsers aan hun hoofdkwartier hadden opgehangen als teken van overgave. De Belgische vlag zal vijf maanden boven Tabora wapperen, tot de stad op 25 februari 1917 wordt overgedragen aan het VK. Het Verenigd Koninkrijk, in Afrika destijds vertegenwoordigd door generaal Jan Christian Smuts, lieten de belgen terugtrekken naar Ruanda-Urundi zogezegd ter verdediging van dat veroverde gebied om latere aanspraken van de belgen op Tanganyika te vermijden.

## Na de oorlog
Na zijn overwinning in de Slag bij Tabora droeg Tombeur het bevel over aan luitenant-kolonel Armand Huyghé en werd hij militair gouverneur van de Ruanda-Urundi (tot 22 november 1916). In 1917 werd hij benoemd tot algemeen vice-gouverneur van Belgisch Congo en nadien tot administrateur-generaal van Katanga (1918-1920).
In 1916 werd hij commandeur in de Engelse Orde van Sint-Michaël en Sint-George. In 1918 werd hij commandeur in het Franse Legioen van Eer.
Op 29 december 1926 werd hij verheven tot de adelstand als baron. Zijn naam was dan toepasselijk Baron Charles Tombeur van Tabora.

## Postuum eerbetoon
- In Sint-Gillis op de Parklaan staat sinds 24 juni 1951 een monument met een bronzen buste van kunstenaar Jacques Marin.
- Etterbeek heeft in 1937 de rue Ma Campagne omgedoopt tot rue Général Tombeur.
- In Brussel en Knokke is er een Taborastraat en in Oostende en Namen een Taboralaan als indirecte eerbetuigingen.
- In Kinshasa en Lubumbashi is de Avenue Tabora een indirecte eerbetuiging aan de Congolese soldaten van de Force Publique die hebben deelgenomen aan de verovering van die stad.
- Tombeurs graf lag in de crypte van de begraafplaats van Sint-Gillis in Ukkel. Zijn stoffelijk overschot werd op 16 september 2016 overgebracht van de crypte naar het gazon voor het honderdjarig bestaan van de overwinning van Tabora en om hem te laten rusten tussen de veteranen van de Eerste Wereldoorlog.

## Voetnoten
1. ↑  David Van Reybrouck, Congo: een geschiedenis, blz. 132 e.v.
2. ↑  Belgische-Congolese troepen veroveren Kigali, VRT NWS 4 mei 2016. Gearchiveerd op 23 mei 2022.